# Адміністративний устрій Путивльського району
Адміністративний устрій Путивльського району — адміністративно-територіальний поділ Путивльського району Сумської області на 1 сільську громаду, 1 міську громаду та 5 сільських рад (до 2017 року поділявся на 1 міську та 22 сільські ради), які об'єднують 92 населені пункти та підпорядковані Путивльській районній раді. Адміністративний центр — місто Путивль.

## Список громадПутивльського району(з 2017)
| № | Назва                           | Центр           | Населені пункти | Площа км² | Місце за площею | Населення (2001), чол. | Місце за населенням |
| - | ------------------------------- | --------------- | --- | --------- | --------------- | ---------------------- | ------------------- |
| 1 | Новослобідська сільська громада | с. Нова Слобода | с. Бунякине с.Бруски с. Бувалине с. Волинцеве с-ще Волинцівське с. Гірки с. Жари с. Князівка с. Козлівка с. Линове с.Мінакове с. Нова Слобода с. Нові Гончарі с-ще Партизанське с. Сахарове с. Свобода с. Сиром'ятникове с. Старі Гончарі с. Чаплищі с. Червоне Озеро с. Ширяєве с. Юр'єве |           |                 |                        |                     |
| 2 | Путивльська міська громада      | м. Путивль      | м. Путивль c. Білогалиця c. Бобине c. Веселе c. Волокитине c. В'язенка c. Вегерівка c. В'ятка c. Голубкове c. Зарічне c. Зінове c. Зозулине c. Іванівське c. Іллінське c. Кагань c. Кардаші c. Козаче c. Корольки c. Котівка c. Кочерги c. Красне c. Кубареве c. Курдюмове c. Латишівка c. Малушине c. Мишутине c. Нова Шарпівка c. Окіп c. Пересипки c. Пищикове c. Пішкове c. Плахівка c. Плотникове c. Пруди c. Рев'якине c. Ротівка c. Роща c. Сафонівка c. Селезнівка c. Сімейкине c. Скуносове c. Сонцеве c. Спадщина c. Стара Шарпівка c. Стрільники c. Суворове c. Товченикове c. Трудове c. Харівка c. Ховзівка c. Чорнобривкине c. Шулешівка c. Щекине c. Щербинівка c. Яцине |           |                 |                        |                     |

## Список радПутивльського району(з 2017)
| № | Назва                           | Центр           | Населені пункти                                                                 | Площа км² | Місце за площею | Населення (2001), чол. | Місце за населенням |
| - | ------------------------------- | --------------- | ------------------------------------------------------------------------------- | --------- | --------------- | ---------------------- | ------------------- |
| 1 | Бояро-Лежачівська сільська рада | c. Бояро-Лежачі | c. Бояро-Лежачі c. Дорошівка c. Кружок c. Рівне                                 |           |                 |                        |                     |
| 2 | Мазівська сільська рада         | c. Мазівка      | c. Мазівка c. Воронівка c-ще Новослобідське c. Оріхівка c. Почепці c. Соловйове |           |                 |                        |                     |
| 3 | Манухівська сільська рада       | c. Манухівка    | c. Манухівка c. Іванівка                                                        |           |                 |                        |                     |
| 4 | Мачулищанська сільська рада     | c. Мачулища     | c. Мачулища c. Вощинине c. Уцькове                                              |           |                 |                        |                     |
| 5 | Руднєвська сільська рада        | c. Руднєве      | c. Руднєве                                                                      |           |                 |                        |                     |

## Список радПутивльського району(до 2017)
| №  | Назва                           | Центр              | Населені пункти                                                                                           | Площа км² | Місце за площею | Населення (2001), чол. | Місце за населенням |
| -- | ------------------------------- | ------------------ | --- | --------- | --------------- | ---------------------- | ------------------- |
| 1  | Путивльська міська рада         | м. Путивль         | м. Путивль                                                                                                |           |                 |                        |                     |
| 2  | Бобинська сільська рада         | c. Бобине          | c. Бобине c. Пищикове c. Плахівка c. Товченикове                                                          |           |                 |                        |                     |
| 3  | Бояро-Лежачівська сільська рада | c. Бояро-Лежачі    | c. Бояро-Лежачі c. Дорошівка c. Кружок c. Рівне                                                           |           |                 |                        |                     |
| 4  | Бунякинська сільська рада       | с. Бунякине        | с. Бунякине с. Бруски с. Бувалине с. Гірки                                                                |           |                 |                        |                     |
| 5  | Веселівська сільська рада       | c. Веселе          | c. Веселе c. Шулешівка                                                                                    |           |                 |                        |                     |
| 6  | Волокитинська сільська рада     | c. Волокитине      | c. Волокитине c. Кочерги c. Кубареве c. Щербинівка                                                        |           |                 |                        |                     |
| 7  | В'язенська сільська рада        | c. В'язенка        | c. В'язенка c. Вегерівка c. В'ятка c. Котівка c. Окіп c. Роща c. Ховзівка                                 |           |                 |                        |                     |
| 8  | Зінівська сільська рада         | c. Зінове          | c. Зінове c. Білогалиця c. Курдюмове c. Латишівка c. Пересипки c. Пішкове c. Сонцеве c. Харівка c. Щекине |           |                 |                        |                     |
| 9  | Князівська сільська рада        | Князівка           | с. Князівка с. Мінакове с. Нові Гончарі с. Сахарове с. Сиром'ятникове с. Старі Гончарі с. Ширяєве         |           |                 |                        |                     |
| 10 | Козаченська сільська рада       | c. Козаче          | c. Козаче c. Малушине c. Сімейкине                                                                        |           |                 |                        |                     |
| 11 | Линівська сільська рада         | с. Линове          | с. Линове                                                                                                 |           |                 |                        |                     |
| 12 | Мазівська сільська рада         | c. Мазівка         | c. Мазівка c. Воронівка c-ще Новослобідське c. Оріхівка c. Почепці c. Соловйове                           |           |                 |                        |                     |
| 13 | Манухівська сільська рада       | c. Манухівка       | c. Манухівка c. Іванівка                                                                                  |           |                 |                        |                     |
| 14 | Мачулищанська сільська рада     | c. Мачулища        | c. Мачулища c. Вощинине c. Уцькове                                                                        |           |                 |                        |                     |
| 15 | Новослобідська сільська рада    | c. с. Нова Слобода | с. Нова Слобода с-ще Партизанське с. Свобода                                                              |           |                 |                        |                     |
| 16 | Октябрська сільська рада        | c. Зарічне         | c. Зарічне c. Корольки c. Скуносове                                                                       |           |                 |                        |                     |
| 17 | Рев'якинська сільська рада      | c. Рев'якине       | c. Рев'якине c. Мишутине                                                                                  |           |                 |                        |                     |
| 18 | Руднєвська сільська рада        | c. Руднєве         | c. Руднєве                                                                                                |           |                 |                        |                     |
| 19 | Сафонівська сільська рада       | c. Сафонівка       | c. Сафонівка c. Зозулине c. Кардаші c. Красне c. Пруди c. Селезнівка c. Спадщина                          |           |                 |                        |                     |
| 20 | Стрільниківська сільська рада   | c. Стрільники      | c. Стрільники c. Кагань c. Ротівка                                                                        |           |                 |                        |                     |
| 21 | Червоноозерська сільська рада   | Червоне Озеро      | Червоне Озеро с. Жари с. Козлівка с. Чаплищі                                                              |           |                 |                        |                     |
| 22 | Чорнобривкинська сільська рада  | c. Чорнобривкине   | c. Чорнобривкине c. Голубкове c. Іллінське c. Плотникове c. Суворове c. Трудове                           |           |                 |                        |                     |
| 22 | Юр'ївська сільська рада         | с. Юр'єве          | с. Юр'єве с. Волинцеве с-ще Волинцівське                                                                  |           |                 |                        |                     |
| 23 | Яцинська сільська рада          | c. Яцине           | c. Яцине c. Іванівське c. Нова Шарпівка c. Стара Шарпівка                                                 |           |                 |                        |                     |

* Примітки: м. — місто, с-ще — селище, смт — селище міського типу, с. — село